# بوابة المسقى
بوابة المسقى أو بوابة ماشكي هي إحدى البوابات الأثرية في مدينة الموصل بمركز محافظة نينوى شمال العراق.

## نبذة
هي إحدى بوابات نينوى القديمة، وتقع في الضلع الغربي لسور المدينة، بالقرب من الحي الزراعي شرقي الموصل، أكتشفت عام 1968م حيث أجرت الهيئة العامة للآثار والتراث تنقيبات واسعة وشاملة فيها وتم استظهار جميع معالم البوابة ويتصل مدخل البوابة بقاعة كبيرة والمدخل والممر مزينة جدرانهما من الداخل بقطع من المرمر المنقوش باسم الملك سنحاريب ويحيط بالبوابة من الجانبين ابراج كبيرة مشيدة بالحجارة وتنتهي الأبراج من الاعلى بصف من الأحجار المهندمة وتعلوها أحجار الشرفات المسننة وتشكل البوابة رمزًا معماريًا شامخًا، وتبعد البوابة عن نهر دجلة بقرابة كيلومتر ونصف.

## التسمية
سميت بهذا الاسم لأنها أستخدمت لسقي الماشية قرب نهر دجلة الذي كان يجري على بعد 1.5 كم إلى الغرب، ومن خلالها يتم تزويد المدينة بالمياه التي تحتاجها.

## معرض الصور

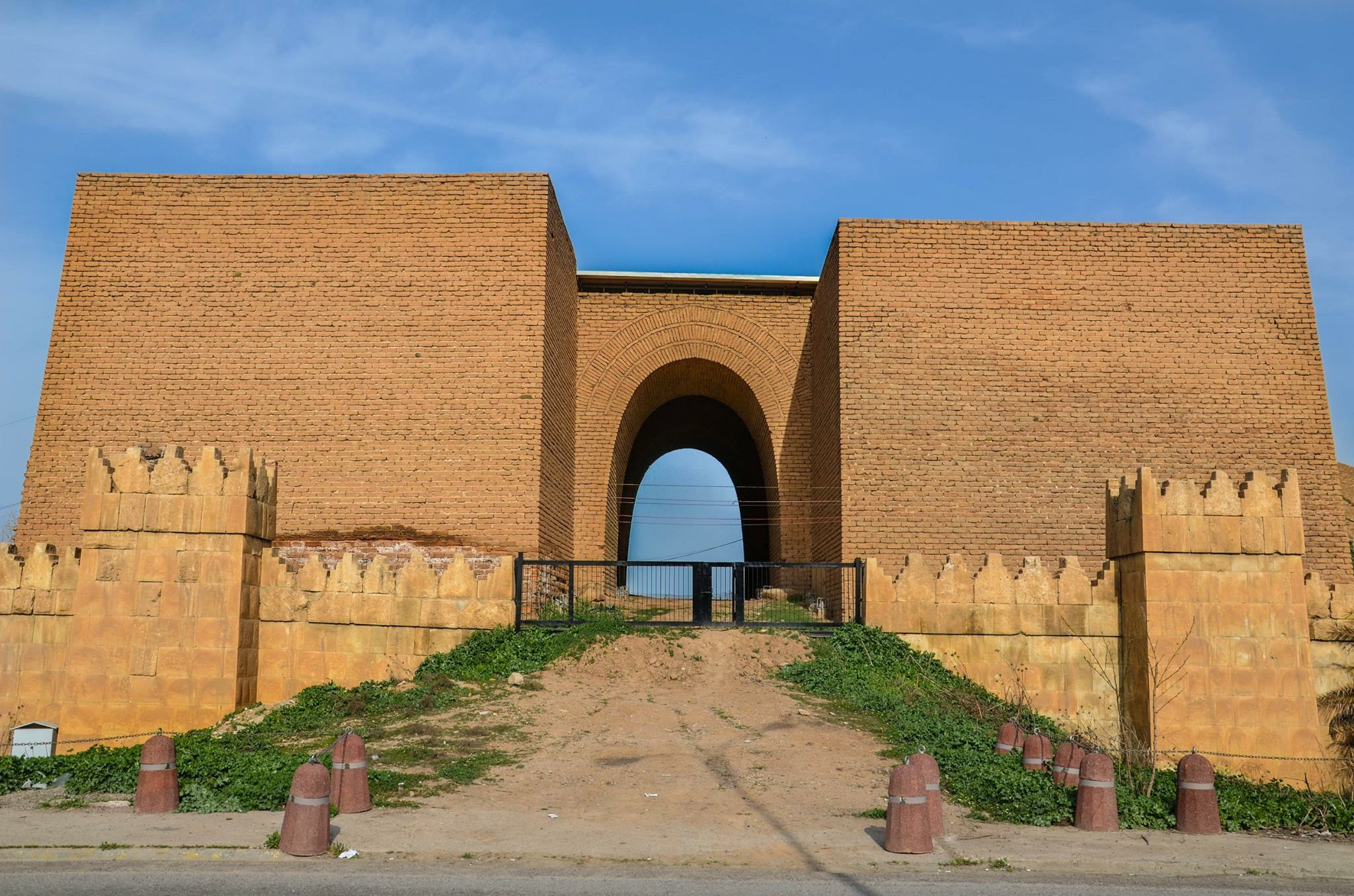
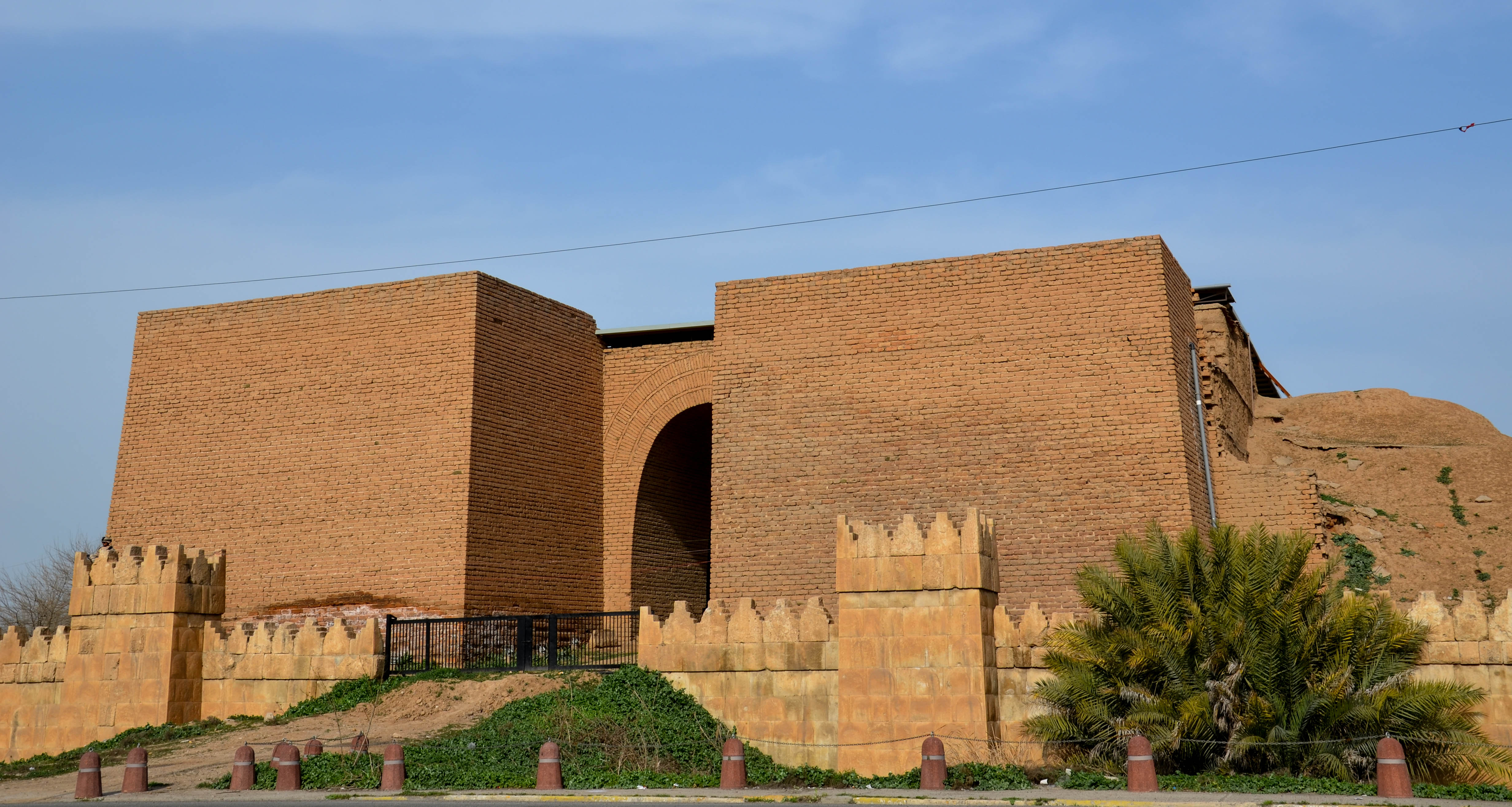